# Mùa bão Tây Bắc Thái Bình Dương 1979
Mùa bão Tây Bắc Thái Bình Dương 1979 không có giới hạn chính thức; nó diễn ra trong suốt năm 1979, nhưng hầu hết các xoáy thuận nhiệt đới có xu hướng hình thành trên Tây Bắc Thái Bình Dương trong khoảng giữa tháng 5 và tháng 11. Những thời điểm quy ước phân định khoảng thời gian tập trung hầu hết số lượng xoáy thuận nhiệt đới hình thành mỗi năm ở Tây Bắc Thái Bình Dương.
Phạm vi của bài viết này chỉ giới hạn ở Thái Bình Dương, khu vực nằm ở phía Bắc xích đạo và phía Tây đường đổi ngày quốc tế. Những cơn bão hình thành ở khu vực phía Đông đường đổi ngày quốc tế và phía Bắc xích đạo thuộc về Mùa bão Đông Bắc Thái Bình Dương 1979. Bão nhiệt đới hình thành ở toàn bộ khu vực Tây Bắc Thái Bình Dương sẽ được đặt tên bởi Trung tâm Cảnh báo Bão Liên hợp  JTWC . Áp thấp nhiệt đới ở khu vực này sẽ có thêm hậu tố "W" phía sau số thứ tự của chúng. Áp thấp nhiệt đới trở lên hình thành hoặc đi vào khu vực mà Philippines theo dõi cũng sẽ được đặt tên bởi Cục quản lý Thiên văn, Địa vật lý và Khí quyển Philippines  PAGASA . Đó là lý do khiến cho nhiều trường hợp, một cơn bão có hai tên gọi khác nhau.

## Các cơn bão
Trong năm 1979, đã có 28 áp thấp nhiệt đới hình thành trên khu vực Tây Bắc Thái Bình Dương, 23 trong số chúng trở thành những cơn bão nhiệt đới, 13 đạt cường độ bão cuồng phong và 4 đạt cường độ siêu bão.

### Bão Alice
Rất sớm ngay từ ngày 1 tháng 1 một áp thấp nhiệt đới đã phát triển trên khu vực vĩ độ thấp ngoài khơi Tây Bắc Thái Bình Dương. Áp thấp nhiệt đới di chuyển theo hướng Tây Bắc, mạnh lên thành bão nhiệt đới vào đêm hôm đó và đến ngày mùng 5 nó đã trở thành một cơn bão cuồng phong. Alice sau đó chuyển hướng Tây, nhờ những điều kiện nhìn chung là thuận lợi, nó tiếp tục mạnh lên đến cường độ tối đa với vận tốc gió đạt 130 dặm/giờ trong ngày mùng 8.. Một thời gian sau, không khí lạnh, khô ở phía Bắc đã làm suy yếu Alice xuống thành bão cuồng phong nhỏ (bão cấp 1); nhưng khi cơn bão chuyển hướng Tây Bắc nó đã mạnh trở lại nhanh chóng và đến ngày 11 vận tốc gió đã đạt 115 dặm/giờ. Không lâu sau, gió trên tầng cao kết hợp với không khí khô đã khiến Alice liên tục suy yếu. Vào ngày 14, sau ba ngày ít di chuyển, Alice đã tan khi ở ngoài đại dương. Quần đảo Marshall là nơi đã ghi nhận thiệt hại trên diện rộng từ cơn bão.

### Bão Hope (Ising) - bão số 4
Vào ngày 24 tháng 7, một áp thấp nhiệt đới đã hình thành ở khu vực phía Đông Nam Guam. Di chuyển theo hướng Tây - Tây Bắc, tuy nhiên đến ngày 27, đứt gió trên tầng cao từ rãnh trên tầng đối lưu đã làm cho nó tan. Tàn dư của áp thấp nhiệt đới chuyển hướng đi lên phía Bắc, rồi đến Tây, và sang ngày 28 nó đã tái tạo lại. Sau đó, hệ thống ngày một tăng cường ổn định hơn, với việc nó đã đạt cường độ bão nhiệt đới trong ngày 28 và đến ngày 29 là bão cuồng phong. Vào ngày 31, Hope đạt đỉnh, vận tốc gió của nó khi đó là 150 dặm/giờ; nhưng không lâu sau do tương tác với đất liền Đài Loan ở phía Bắc, cơn bão đã suy yếu. Hope, với vận tốc gió suy giảm còn 100 dặm/giờ đã đổ bộ vào miền Nam Trung Quốc trong ngày 2 tháng 8; khu vực nó đổ bộ chỉ cách Hong Kong 10 dặm về phía Đông. Cơn bão tiếp tục di chuyển về phía Tây và suy yếu trên đất liền. Hope là một trường hợp đặc biệt khi nó vẫn duy trì được sự tồn tại dù ở rất lâu trên đất liền. Cho đến ngày mùng 7, cơn bão tiến vào vịnh Bengal, mạnh trở lại thành bão nhiệt đới. Nhưng không lâu sau nó đã đi vào đất liền Ấn Độ và tan trong ngày mùng 8. Tại tỉnh Quảng Đông, Trung Quốc, cơn bão đã khiến 100 người chết hoặc mất tích. Còn ở Hong Kong đã có 10 trường hợp thiệt mạng cùng với 260 người khác bị thương. Hope là xoáy thuận nhiệt đới mạnh nhất tấn công Hong Kong kể từ cơn bão Rose năm 1971.

### Bão Irving (Mameng)
Vào ngày 7 tháng 8, một áp thấp nhiệt đới đã hình thành từ rãnh gió mùa ở vùng biển phía Đông Philippines. Ban đầu nó di chuyển về phía Bắc rồi sau đó là Tây. Một thời gian sau, các dòng dẫn suy yếu đã khiến nó đi vòng một vòng rồi quay trở lại hướng Bắc. Sau đó áp thấp nhiệt đới đã có thể tăng cường, đạt tới cường độ bão nhiệt đới trong ngày 11 và bão cuồng phong trong ngày 13. Tiếp tục di chuyển lên phía Bắc, Irving đạt đỉnh với vận tốc gió 100 dặm/giờ trong ngày 15. Kết cấu trường gió rộng, lỏng lẻo đã ngăn cản nó mạnh thêm, và cơn bão suy yếu khi nó vẫn đang đi lên phía Bắc. Vào ngày 17 tháng 10, Irving tấn công vùng Tây Nam Hàn Quốc với cường độ bão cấp 1. Sang ngày hôm sau, nó đã hợp nhất với một Frông phía trên vùng cực Đông của Liên Xô. Những cơn mưa như trút đã khiến 150 người thiệt mạng, thiệt hại vật chất vào khoảng 10 - 20 triệu USD (USD 1979).

### Bão Judy (Neneng)
Vào ngày 15 tháng 8, một áp thấp nhiệt đới đã hình thành từ một vùng nhiễu động nhiệt đới trước đó. Di chuyển về phía Tây, áp thấp nhiệt đới đã mạnh lên thành một cơn bão nhiệt đới trong ngày 17. Judy sau đó tăng cường nhanh chóng, đạt đến cường độ bão cuồng phong vào ngày 18 và đến ngày 20 cơn bão đạt đỉnh với vận tốc gió 155 dặm/giờ. Một thời gian sau, Judy suy yếu và nó đã đi qua vùng biển phía Nam tỉnh Okinawa. Trong hai ngày 23 và 24, cơn bão đã ở rất sát đường bờ biển Trung Quốc. Judy sau đó chuyển hướng Đông Bắc, đi sượt dọc theo vùng ven biển phía Nam Hàn Quốc trong ngày 26 với cường độ áp thấp nhiệt đới; và tan không lâu sau đó. Cơn bão đã đi qua Guam và một vài đảo khác trên Thái Bình Dương, nhưng thiệt hại tại những nơi này được báo cáo là nhỏ. Tuy nhiên, khi là một áp thấp nhiệt đới đã suy yếu, nó đã gây mưa lớn tại Hàn Quốc, khiến 111 người chết và gây thêm nhiều thiệt hại cho khu vực từng bị cơn bão Irving tấn công mới chỉ một tuần trước đó.

### Bão Sarah (Sisang-Uring) - bão số 7
Một rãnh gió mùa đã sản sinh ra một áp thấp nhiệt đới trên khu vực phía Đông Biển Đông trong ngày 30 tháng 9. Ban đầu, áp thấp nhiệt đới trôi dạt về phía Đông lên đất liền Luzon; sau khi đi vòng một vòng, nó đã mạnh lên thành một cơn bão nhiệt đới trong ngày 4 tháng 10 khi đang di chuyển theo hướng Tây Nam. Do dòng dẫn yếu, Sarah trôi dạt về phía Nam, mạnh lên thành một cơn bão cuồng phong trong ngày mùng 7 trước khi tấn công đảo Palawan. Hệ thống sau đó chuyển hướng Tây, đạt đỉnh với vận tốc gió 130 dặm/giờ trong ngày mùng 10, trước khi suy yếu và đổ bộ miền Trung Việt Nam trong ngày 14 với cường độ bão nhiệt đới. Cơn bão đã mang đến mưa lớn và gió mạnh, gây thiệt hại to lớn về mùa màng và nhân mạng. Vào ngày 15 tháng 10 Sarah suy yếu xuống thành một vùng áp thấp, nhưng tàn dư của nó vẫn di chuyển về phía Đông, đến khu vực phía Đông thủ đô Manila của Philippines, trước khi vòng lại về Việt Nam một lần nữa và tan hoàn toàn trong ngày 23 tháng 10.

### Bão Tip (Warling)
Bão Tip được xem là xoáy thuận nhiệt đới mạnh nhất và đồng thời có kích thước lớn nhất từng được ghi nhận trên Trái Đất. Cơn bão hình thành từ ngày 5 tháng 10, và sau khi di chuyển vào khu vực có điều kiện vô cùng thuận lợi, nó đã nhanh chóng mạnh lên thành siêu bão trong ngày 11. Sang ngày 12, Tip tiếp tục mạnh thêm, với gió đạt vận tốc 190 dặm/giờ và áp suất trung tâm 870 mbar; mức áp suất khí quyển thấp nhất từng ghi nhận được trong một xoáy thuận nhiệt đới. Tip cuối cùng đã đổ bộ vào Nhật Bản, khiến 68 người thiệt mạng và gây thiệt hại trung bình. Cơn bão tan trong ngày 19 tháng 10.

## Tên bão
Vào năm 1979, bão trên Tây Bắc Thái Bình Dương được đặt tên bởi Trung tâm Cảnh báo Bão Liên hợp (JTWC). Cơn bão đầu tiên được đặt tên là Alice và cuối cùng là Ben. Cái tên Alice đã bị khai tử sau mùa bão này và được thay thế bằng Andy.
| - Alice (7901) - Bess (7902) - Cecil (7903) - Dot (7904) - Ellis (7906) - Faye (7907) | - Gordon (7909) - Hope (7908) - Irving (7910) - Judy (7911) - Ken (7912) - Lola (7913) | - Mac (7914) - Nancy (7915) - Owen (7916) - Pamela (7917) - Roger (7918) - Sarah (7919) | - Tip (7920) - Vera (7921) - Wayne (7922) - Abby (7923) - Ben (7924) |

### Philippines
Cục quản lý Thiên văn, Địa vật lý và Khí quyển Philippines (PAGASA) sử dụng một danh sách tên riêng cho những xoáy thuận nhiệt đới hình thành hoặc di chuyển vào khu vực mà họ theo dõi. Danh sách này lặp lại với chu kỳ bốn năm. Danh sách dưới đây trùng với danh sách từng được sử dụng cho mùa bão 1975.
| - Auring (7902) - Bebeng (7903) - Katring (7904) - Diding (7905) - Etang (7906) | - Gening (7907) - Herming (7908) - Ising (7909) - Luding - Mameng (7910) | - Neneng (7911) - Oniang (7912) - Pepang (7914) - Rosing (7916) - Sisang (7918) | - Trining (7919) - Uring (7918) - Warling (7920) - Yayang (7921) - Ading (7922) | - Barang (7923) - Krising (7924) - Dadang (unused) - Erling (unused) - Goying (unused) |